# Roger Quilter

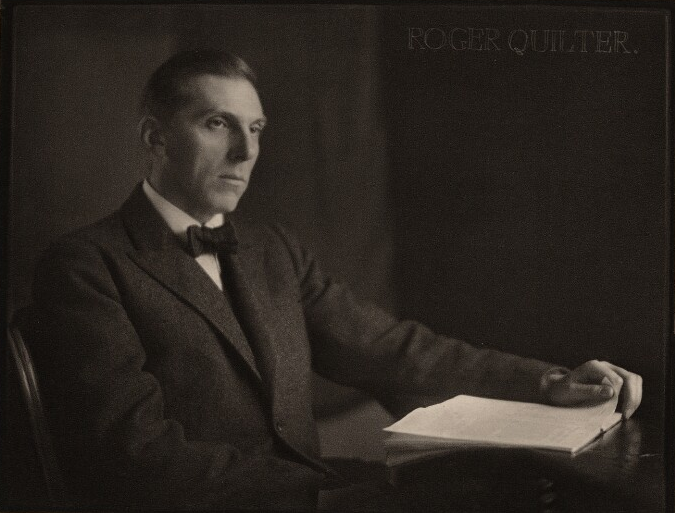
Roger Quilter ca 1922.

Roger Quilter, född den 1 november 1877 i Hove Sussex, död den 21 september 1953 i St John's Wood i London, var en engelsk kompositör, speciellt känd för sina sånger.

## Biografi
Quilter var yngre son till sir William Quilter, vilken var en uppmärksammad konstsamlare. Quilter utbildades vid Eton College, och blev senare kurskamrat med Percy Grainger, Cyril Scott och Henry Balfour Gardiner vid Hochs konservatorium i Frankfurt. Han tillhörde Frankfurt-gruppen, en tonsättarcirkel av studenter vid Hoch-konservatoriet på det sena 1890-talet. Hans ryktbarhet i England vilar till största delen på hans sånger och på hans lättare orkestermusik, som exempelvis hans Children's Overture, med dess inflätade barnkammarvisor, och en musikalisk svit till pjäsen Where the Rainbow Ends. Han anses ha haft inflytande på flera engelska kompositörer, bland andra Peter Warlock.

## Sånger
Roger Quilters sånger, mer än hundra stycken, bidrog till den engelska, klassiska sångkanon som framförs än i dag. Bland hans mest populära sånger märks Love's Philosophy, Come Away Death, Weep You No More, By the Sea, och hans arrangemang av O Mistress Mine. Quilters arrangemang av verser ur Tennyson-poemet Now Sleeps the Crimson Petal är en av hans tidigaste verk, men är icke desto mindre karakteristisk för hans senare, mogna stil.
I november 1936 gavs Quilters opera Julia på Covent Garden av the British Music Drama Opera Company under ledning av Vladimir Rosing.
Quilter utvecklade ett fruktbart samarbete med tenoren Gervase Elwes fram till den senares död 1921. Som homosexuell fann han det svårt att hantera en del av den press som han upplevde lades på honom, och hand drabbades sedermera av sinnessjukdom efter förlusten av sitt syskonbarn under Andra världskriget.
Han dog i sitt hem några få månader efter sin 75-årsdag.

## Verk i urval
- Songs of the Sea (1901)
- Where the Rainbow Ends (tillfällighetsmusik) (1911)
- Love at the Inn (opera)
- Five English Love Lyrics
- A Children's Overture (1914)
- Five Jacobean Lyrics
- To Julia, Op. 8 (till texter av Robert Herrick) (1905)
- Three Pastoral Songs, Op. 22
- Seven Elizabethan Lyrics, Op. 12
- Three Shakespeare Songs, Op. 6
- Three English Dances, Op. 11